# Élection présidentielle américaine de 2004
L'élection présidentielle américaine de 2004 se déroule le 2 novembre. Elle est la 55e élection présidentielle américaine et voit la victoire du président sortant, George W. Bush, nommé par le Parti républicain pour la seconde fois, face au sénateur des États-Unis pour le Massachusetts et candidat du Parti démocrate, John Kerry.
En dépit d'une question de comptage de bulletins dans l'État de l'Ohio, le vote, contrairement au scrutin de 2000, se traduit par un résultat net, aussi bien en nombre de voix de l'ensemble des électeurs (connu en anglais sous le terme de popular vote) qu'en nombre de grands électeurs. Kerry reconnaît sa défaite dans la journée du 3 novembre. Après son élection officielle par le Collège électoral des États-Unis par 286 voix contre 251 le 13 décembre, George W. Bush entame son second mandat de président des États-Unis le 20 janvier 2005, avec une légitimité accrue procurée par une victoire claire sur son adversaire.
Le 2 novembre, la Chambre des représentants (435 sièges), un tiers du Sénat (34 des 100 sièges), 11 gouverneurs et de nombreux élus locaux voient leurs mandats renouvelés. De nombreux référendums locaux (propositions) se tiennent également.

## Conditions d'éligibilité
Ne peuvent se présenter, selon l'article II section première de la Constitution, que les citoyens américains :
- Américains de naissance ;
- âgés d'au moins 35 ans ;
- ayant résidé aux États-Unis depuis au moins 14 ans.

Depuis l'adoption du XXIIe amendement en 1947 par le Congrès et sa ratification en 1951, les anciens présidents qui ont déjà été élus deux fois ne sont plus éligibles.

## Candidats

### Candidats démocrates

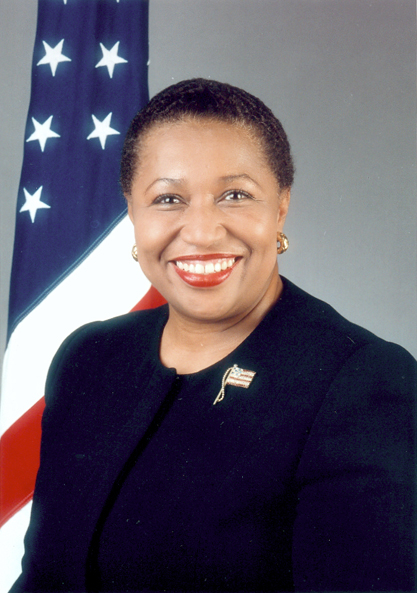
Carol Moseley-Braun, ancienne sénatrice de l'Illinois
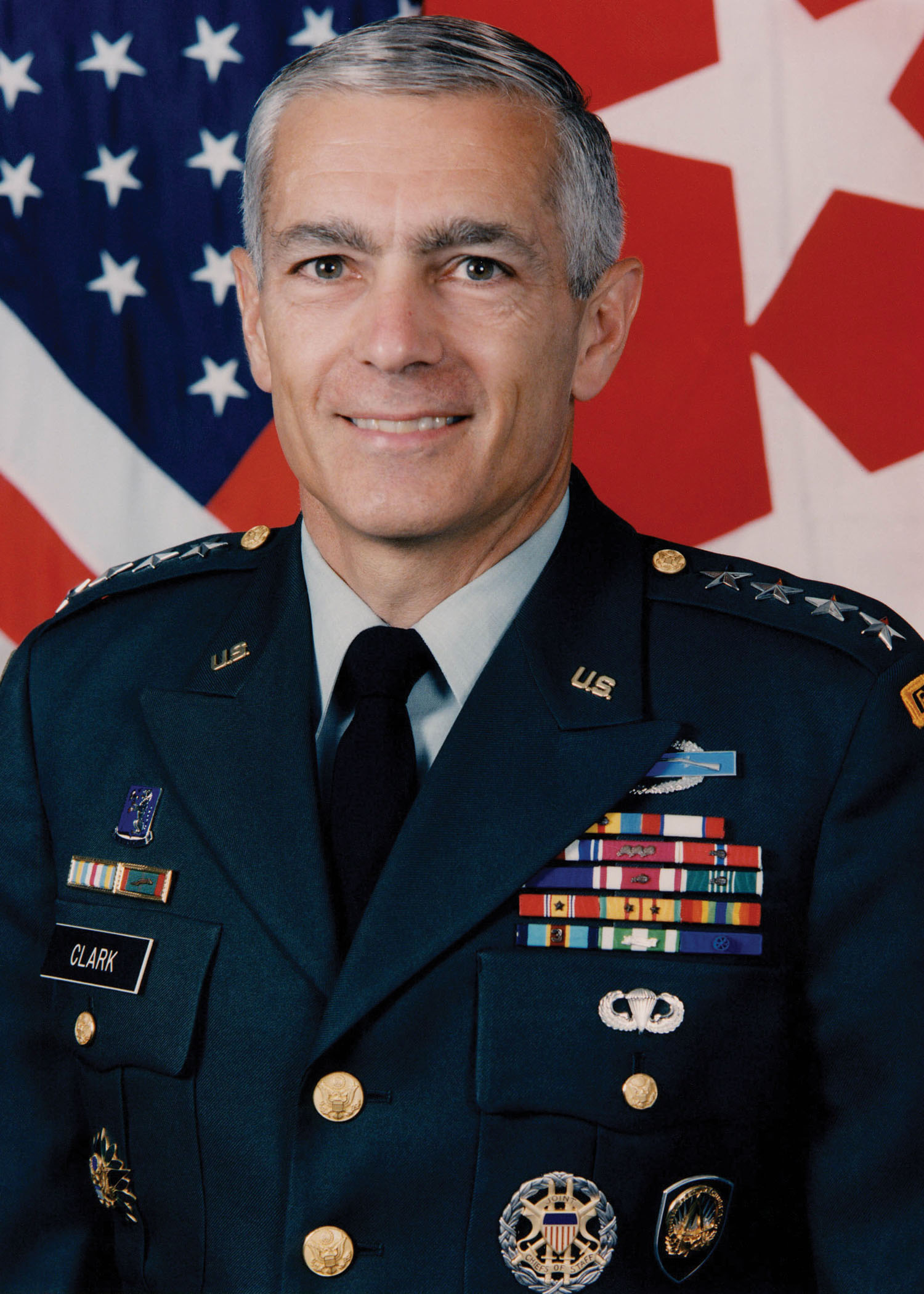
Wesley Clark, général 4 étoiles et ancien commandant en chef des forces de l'OTAN
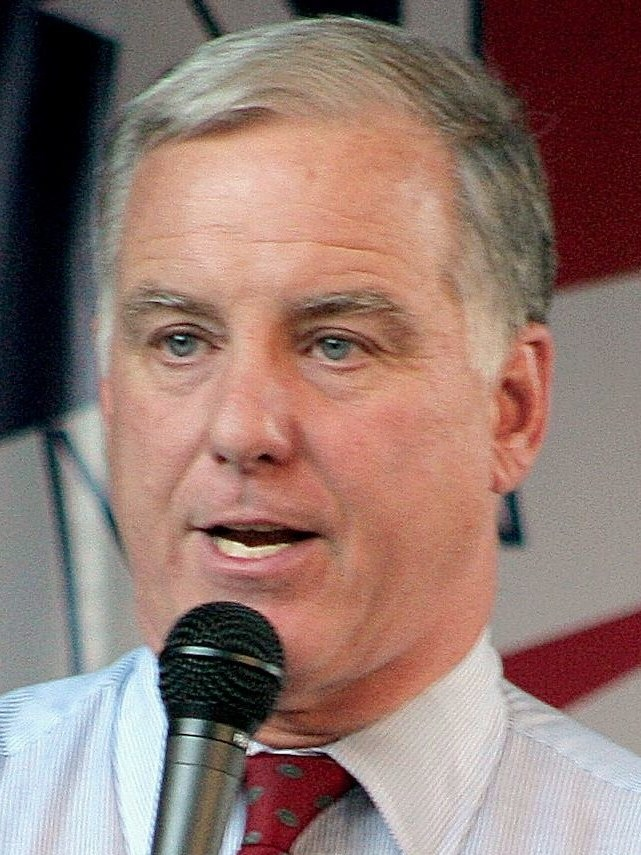
Howard Dean ancien gouverneur du Vermont
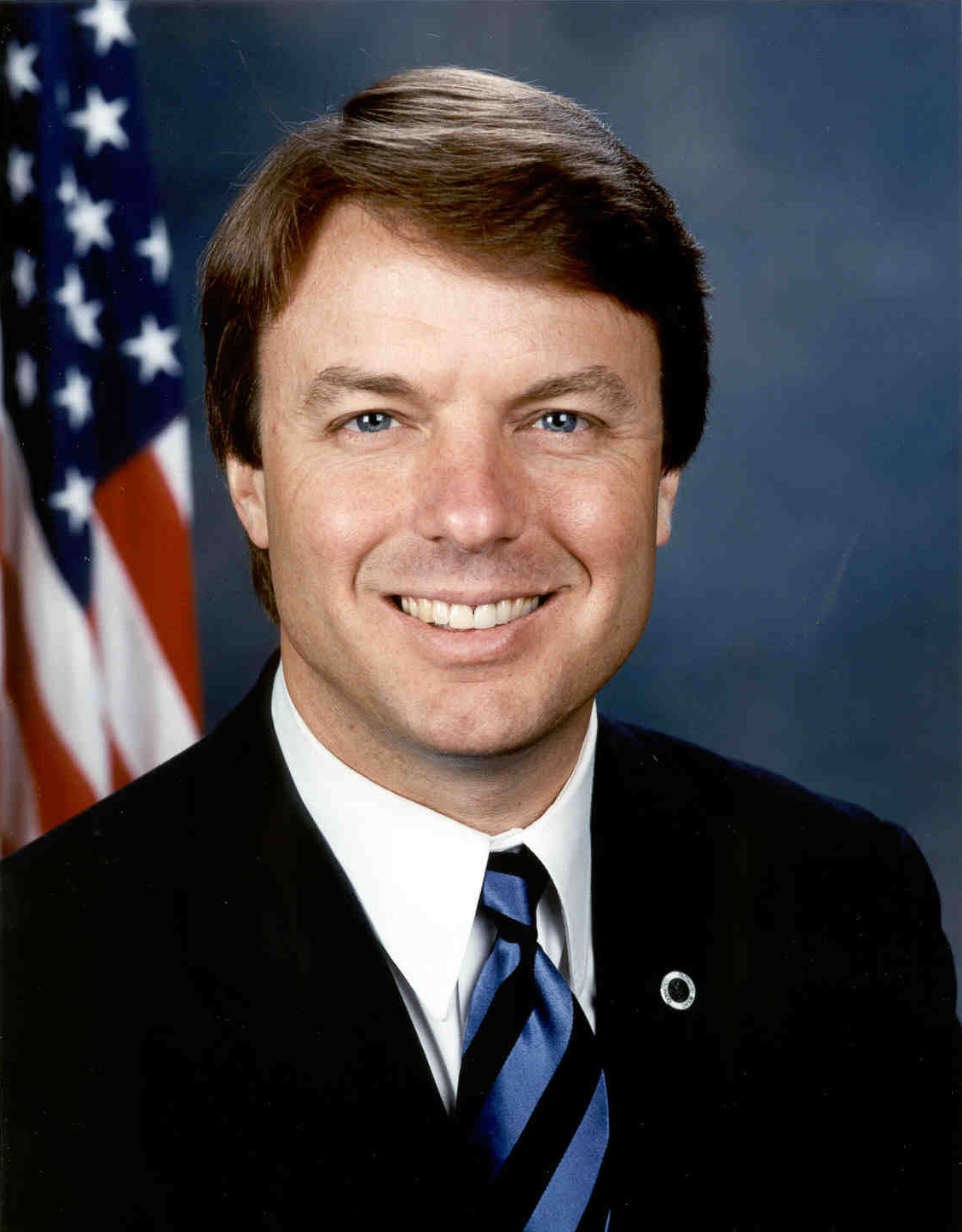
John Edwards sénateur de Caroline du Nord
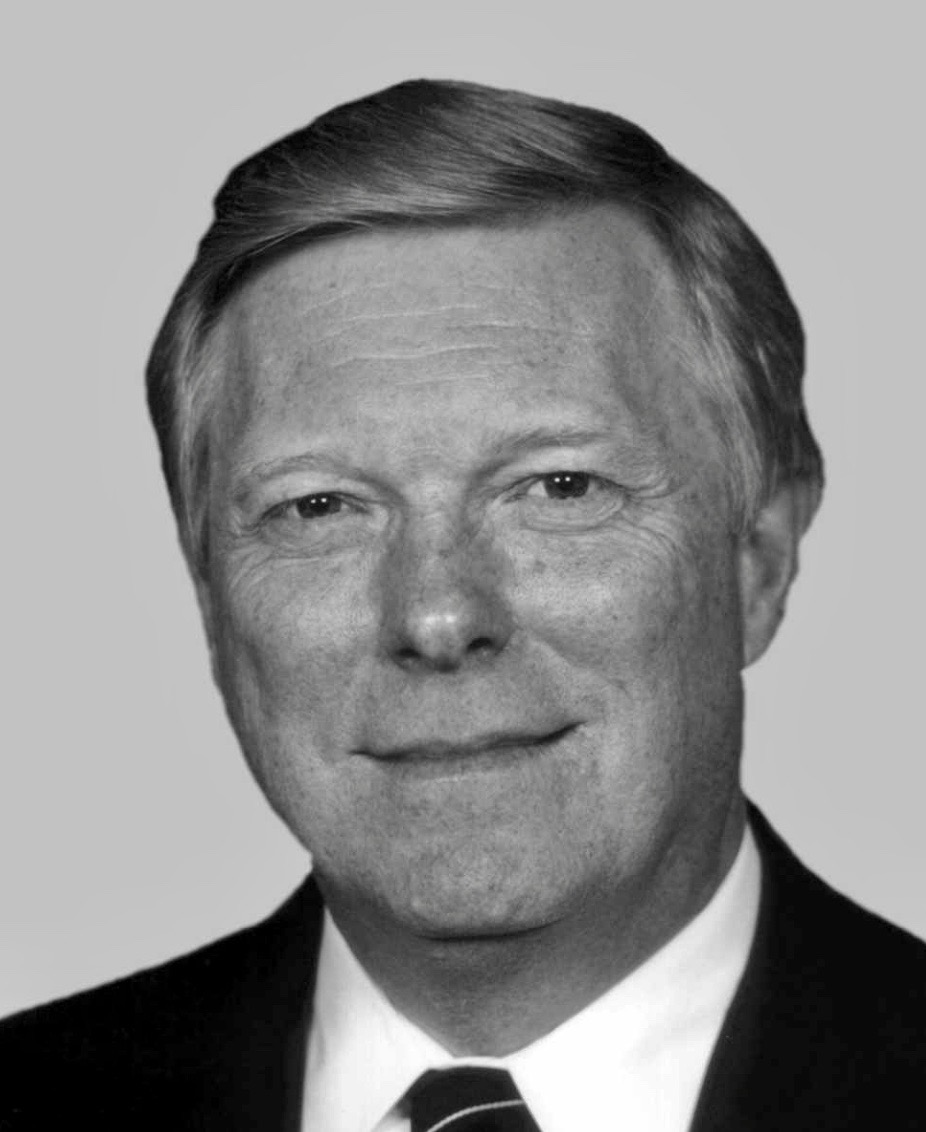
Richard Gephardt, sénateur du Missouri
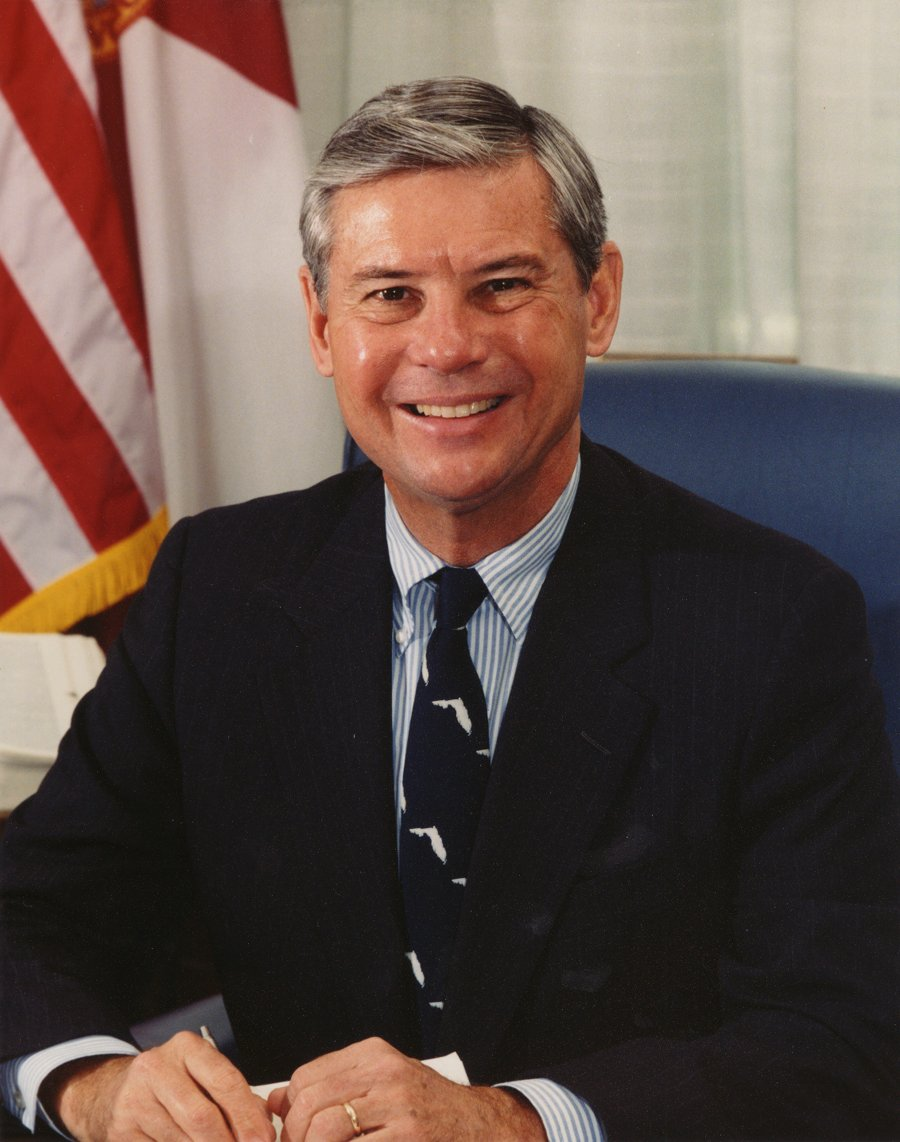
Bob Graham, sénateur de Floride
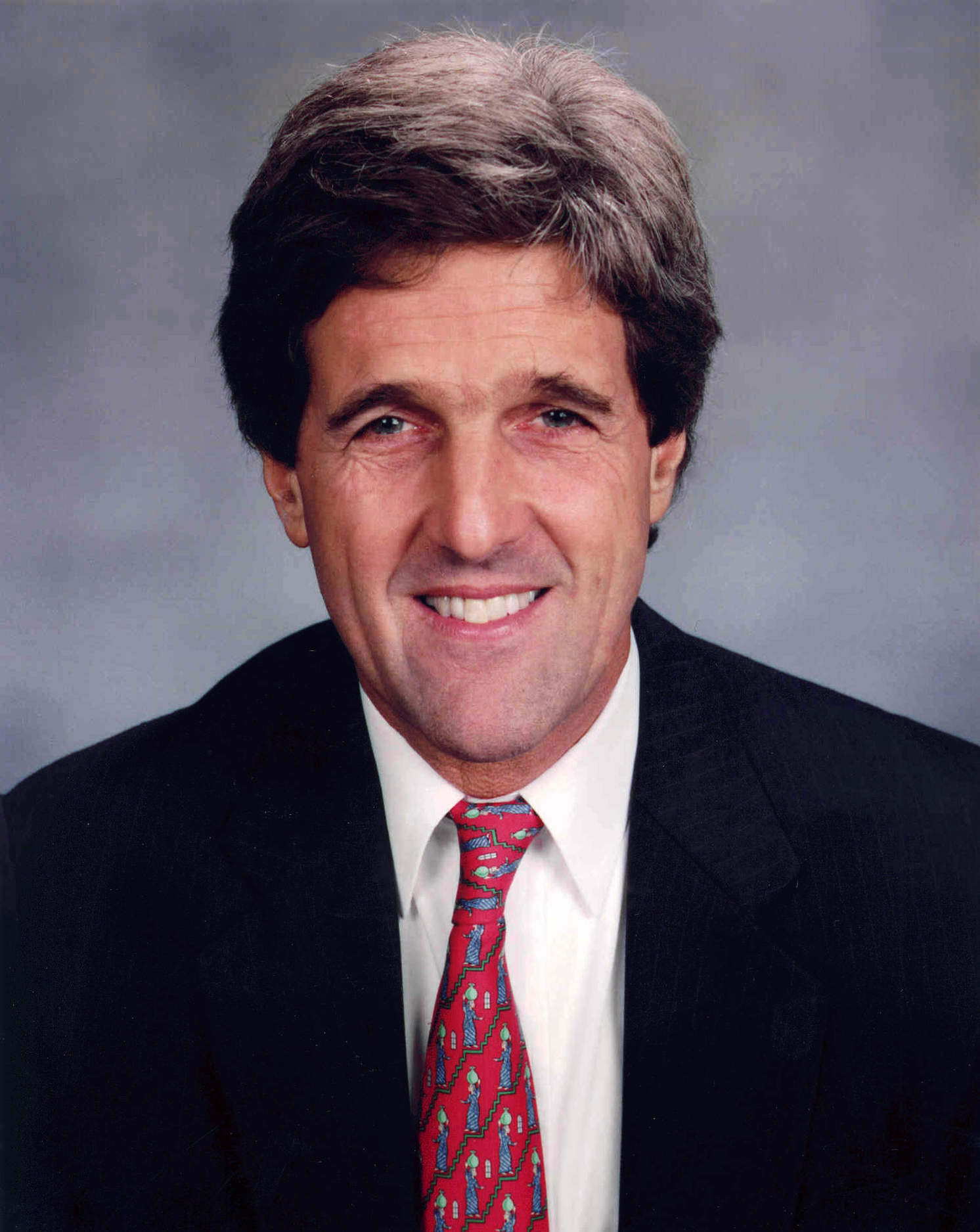
John Kerry sénateur du Massachusetts
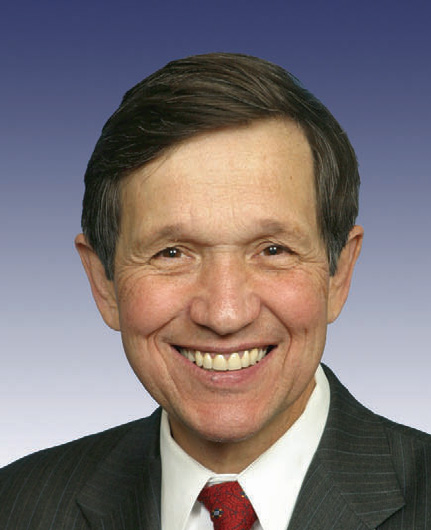
Dennis Kucinich, représentant de l'Ohio
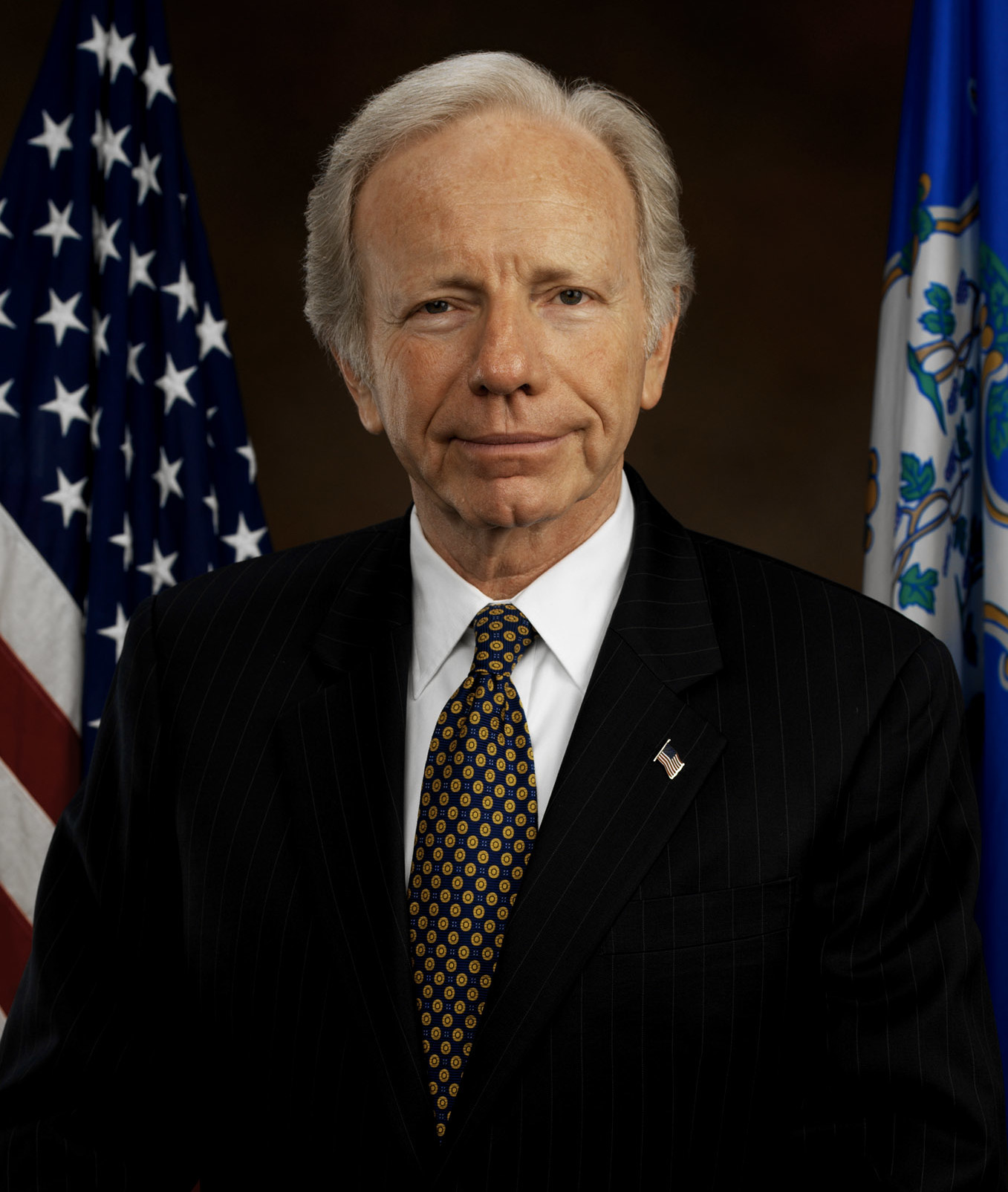
Joseph Lieberman sénateur du Connecticut
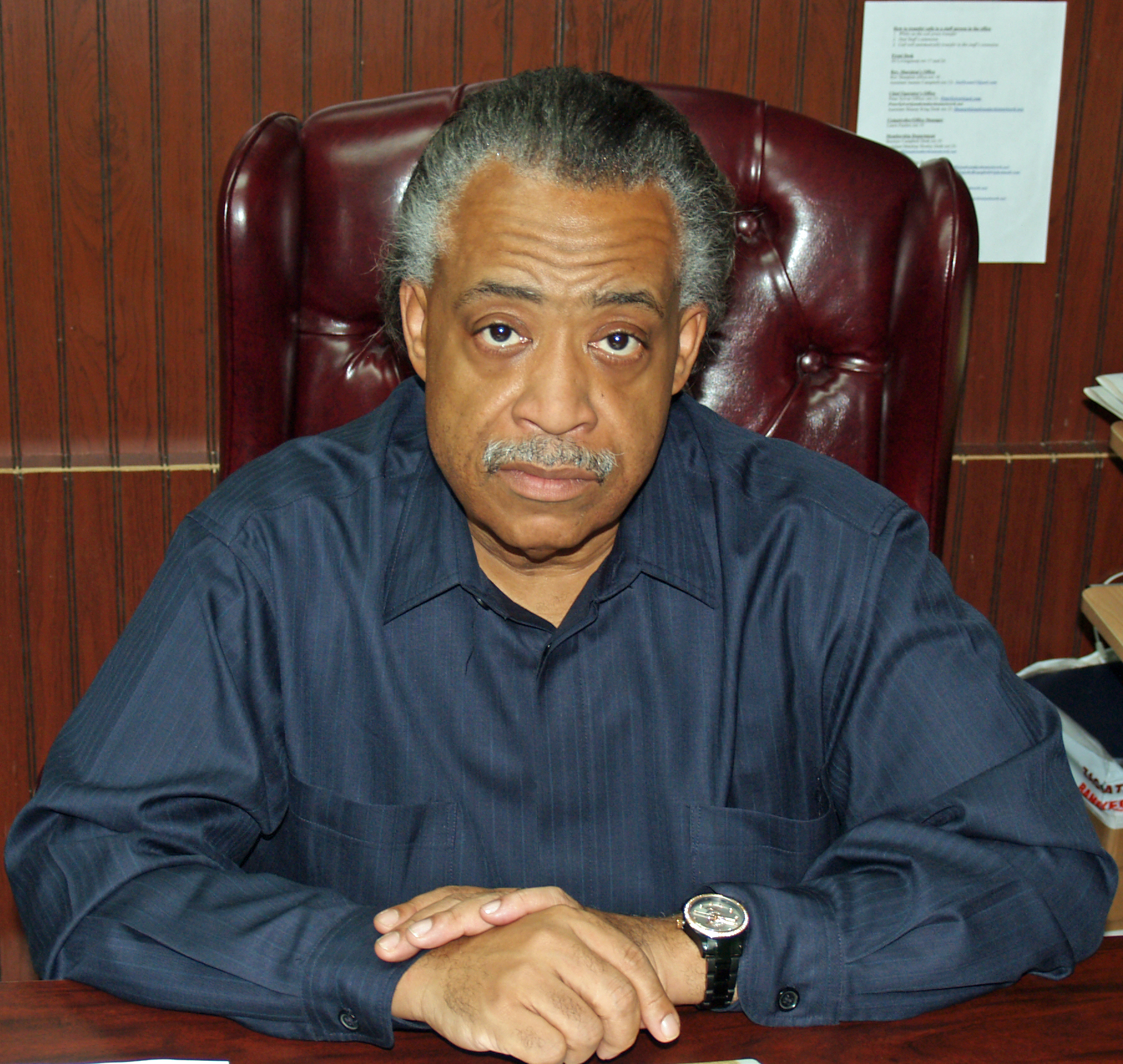
Al Sharpton (New York)

Wesley Clark : vétéran du Viêt Nam, général 4 étoiles et commandant en chef des forces de l'OTAN durant la guerre du Kosovo, ce militaire de carrière n'a aucune expérience politique. Mais cette inexpérience peut lui servir d'atout face à une classe politique déconsidérée, de même que sa brillante carrière pourrait lui permettre de contrer le Président sortant sur son terrain favori, la guerre contre le terrorisme. Toutefois, son entrée très tardive dans la course des primaires (en septembre 2003) lui a valu un retard difficile à rattraper en matière de notoriété et de collecte de fonds.
Howard Dean : gouverneur du Vermont de 1991 à 2002, cet ancien médecin représente l'aile libérale du parti démocrate. Son positionnement très clairement opposé à la guerre d'Irak, à l'opposé des principaux leaders démocrates, lui permet de s'attirer les faveurs des militants de la gauche du parti.
John Edwards : ancien avocat, le sénateur de Caroline du Nord peine à décoller dans les sondages. Mais son implantation dans le Sud, sa jeunesse, son discours aux résonances populistes et progressistes et son dynamisme sont autant d'atouts que va mettre en avant celui que le magazine People avait élu en 1998 « Homme politique le plus sexy des États-Unis ».
Richard Gephardt : ce vétéran du Congrès (il a été élu à la Chambre des représentants en 1974, et a été minority leader du groupe démocrate de 1996 à 2002) promet d'importants changements s'il est élu, comme l'établissement d'un système de santé universel. Mais s'il est populaire parmi les syndicats et l'appareil du parti, son manque de charisme et plus encore son soutien à la guerre en Irak lui aliènent une grande partie des démocrates libéraux.
Bob Graham : ce sénateur de Floride dispose de deux atouts principaux : son propre État, qui a manqué à Al Gore en 2000 et qui retient l'attention de tous les stratèges politiques, et son poste de président de la Commission sénatoriale sur les attentats du 11 septembre 2001, qui pourrait lui servir de tremplin médiatique. Mais son manque de soutien dans le parti et sa faible notoriété publique rendent sa tâche délicate.
John Kerry : sénateur du Massachusetts depuis 1984, John Kerry représente l'intelligentsia de la gauche libérale américaine. Un positionnement politique qui apporte à la fois à sa candidature un grand sérieux, mais aussi une certaine distance par rapport aux électeurs indécis, peu favorables aux « libéraux de la Nouvelle-Angleterre ». Un handicap qu'il compte bien faire oublier par son prestigieux passé de héros de la guerre du Viêt Nam.
Dennis Kucinich : ce représentant de l'Ohio incarne la gauche du parti, opposée tant à la guerre en Irak qu'aux décisions économiques, sociales et sociétales du président Bush. Un positionnement politique clair mais trop extrême pour pouvoir remporter les primaires : Kucinich espère surtout pouvoir peser sur le programme du futur candidat démocrate.
Joseph Lieberman : l'ancien colistier d'Al Gore espère bien mettre à profit le capital politique engrangé pendant la campagne de 2000 pour remporter les primaires. Mais, représentant l'aile conservatrice du parti démocrate, il a souvent du mal à se faire entendre de la grande majorité des militants, généralement plus à gauche.
Carol Moseley-Braun : ancienne Sénatrice de l'Illinois battue en 1998, elle espère surtout capitaliser le vote des Afro-américains, nombreux à se déplacer pour les élections primaires, et plus encore les femmes, estimant qu'il est temps pour l'une d'entre elles de s'installer à la Maison-Blanche.
Al Sharpton : le révérend Al Sharpton est le seul des candidats à n'avoir jamais été élu au suffrage universel. Mais il compte sur le soutien de la communauté noire, dont il défend les droits au sein de la National Action Network (NAN).

### Candidats républicains

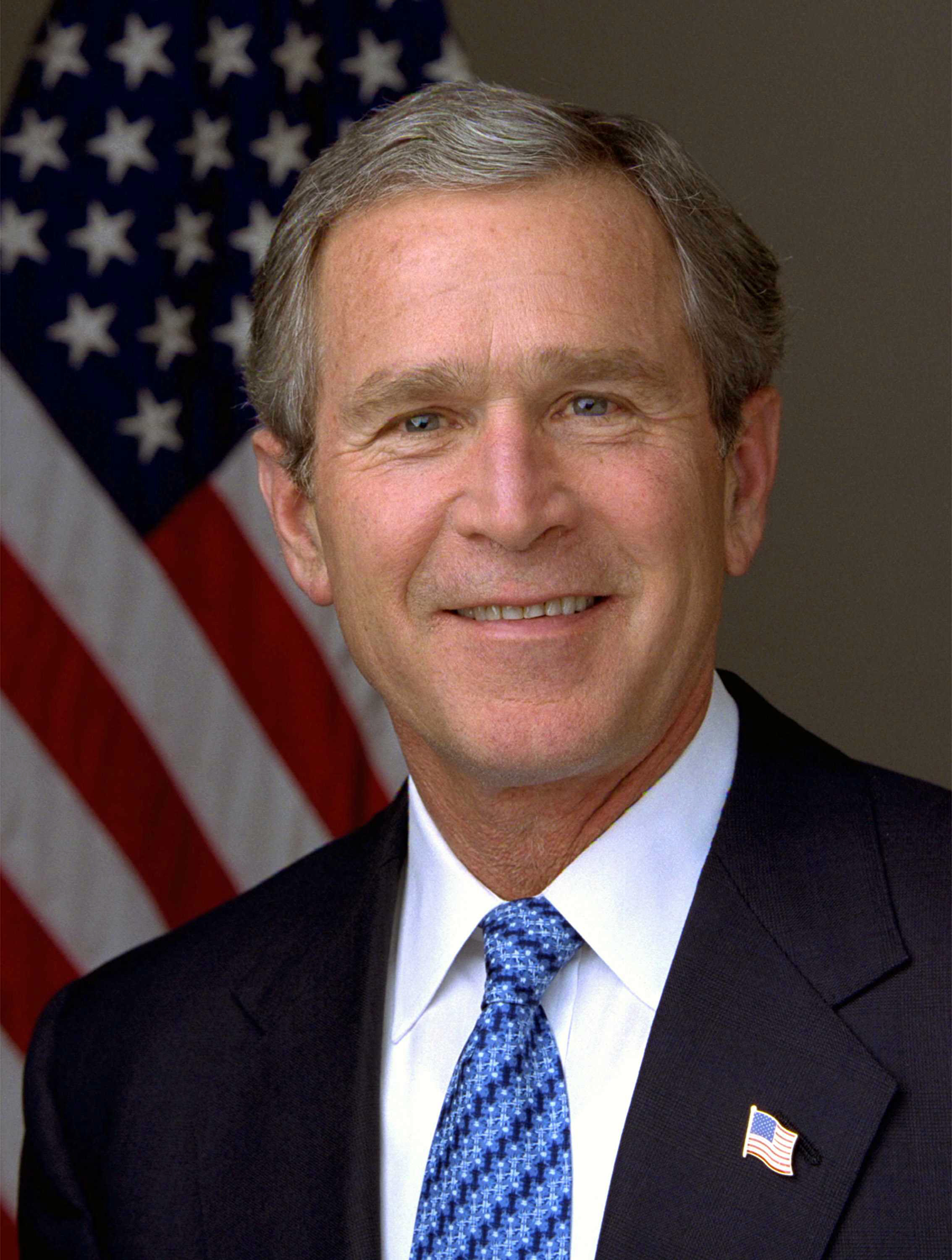
George W. Bush, Président des États-Unis

Chez les républicains, la popularité de George W. Bush est telle qu'il ne compte aucun rival, si l'on excepte toutefois quelques candidatures fantaisistes.

### Candidats des tiers-partis

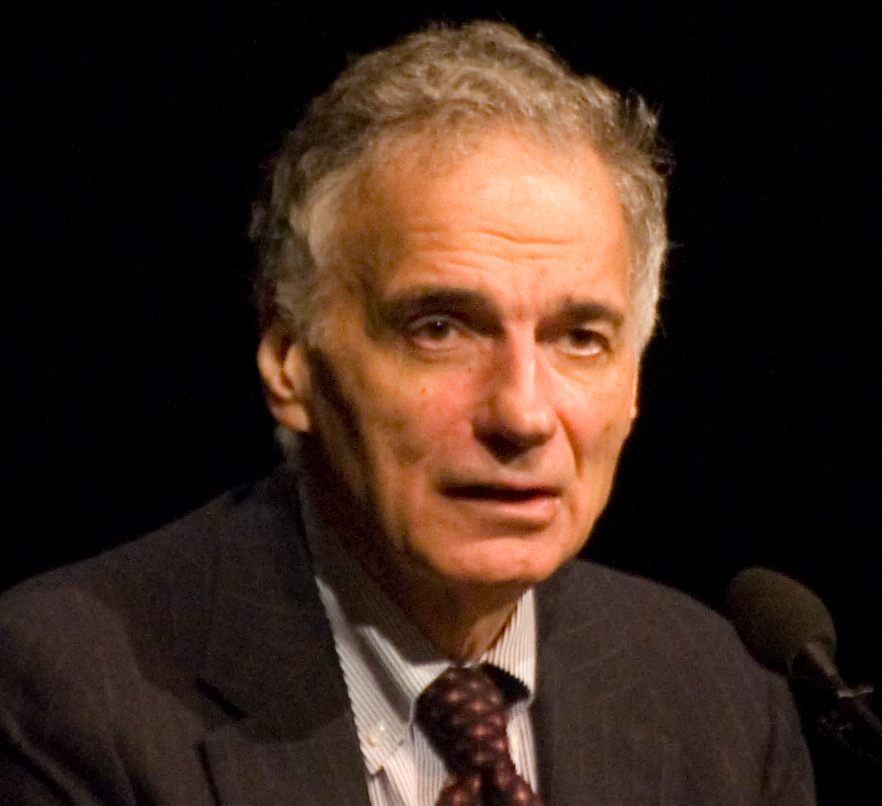
Ralph Nader, candidat indépendant (gauche radicale)

On compte aussi quatre formations politiques qui présentent des candidats présents dans suffisamment d'États pour avoir une chance - au moins théorique - de remporter le scrutin présidentiel.
- Ralph Nader/Peter Camejo, indépendant (gauche radicale)
- Michael Badnarik/Richard Campagna, parti libertarien
- Michael Peroutka/Chuck Baldwin, Parti de la Constitution (nationaliste-conservateur)
- David Cobb/Pat LaMarche, Parti vert des États-Unis (écologiste)

Il existe aussi de très nombreux candidats qui ne se présentent qu'à l'échelle d'un ou de quelques États.

## Primaires

### Campagne des primaires
Chaque parti américain sélectionne ses candidats aux différents postes électifs par le biais de primaires, c’est-à-dire du vote des militants dans les différents États.
Dans le camp républicain, l'issue des scrutins ne faisant aucun doute, la participation est faible, la couverture médiatique nulle, la campagne inexistante.
Chez les Démocrates, avant que les principaux intéressés ne déclarent leur candidature, deux hypothèques sont à lever : l'éventualité d'une candidature de l'ancienne First Lady et désormais sénatrice de New York Hillary Clinton, et celle d'un retour sur la scène politique du candidat malheureux à l’élection présidentielle de 2000 Al Gore. Si l'ancien vice-président annonce dès décembre 2002 qu'il ne compte pas se représenter, une éventuelle candidature surprise de Mme Clinton plane sur toute la saison des primaires, et restera dans les esprits jusqu'à la Convention démocrate.
Après les élections de mi-mandat (mid-term elections) du 2 novembre 2002, remportées par le parti républicain, les principaux candidats démocrates se font connaître, entre les mois d'octobre 2002 et de septembre 2003. Dès le départ, ce sont les caciques du parti démocrate qui semblent mener la course, principalement Richard Gephardt et Joseph Lieberman.
Mais avec le déclenchement de la guerre d'Irak, et surtout l'embourbement progressif de l'armée américaine, Howard Dean, opposé dès le départ au conflit, progresse dans les sondages et se place en tête de la course au cours du printemps 2003.
L'hypothèse d'une victoire de Dean, jugé trop à gauche lors des primaires, inquiète vivement la machine démocrate. Les autres candidats l'attaquent sur ses décisions en tant que gouverneur du Vermont, et Joe Liebermann déclare même que « Howard Dean et George Bush sont deux extrémistes ».
Alors que s'approche le caucus de l'Iowa, qui se tient le 19 janvier 2004, la campagne se fait plus dure. Les deux favoris dans cet État, Howard Dean et Dick Gephardt se lancent dans des campagnes publicitaires agressives, portant respectivement sur la guerre en Irak et l'ALENA. Les autres candidats choisissent de s'en tenir à une campagne plus classique, et John Edwards attaque aussi bien Bush que Dean en s'en prenant à « la politique du cynisme ». Les derniers sondages montrent une soudaine percée de John Kerry et de John Edwards, au détriment de Gephardt et de Dean.

### Vote surprise de l'Iowa
Ainsi, le 19 janvier 2004, soit un an avant la prise de fonction du prochain Président des États-Unis, les militants démocrates de l'Iowa se rendent aux urnes, et accordent aux deux outsiders une victoire aussi large qu'inattendue. John Kerry obtient 37,6 % des voix, John Edwards 31,9 %. Loin derrière, Howard Dean ne reçoit que 18 % des suffrages, et Richard Gephardt, dont l'objectif était de finir premier, ne peut, avec 10,6 % des voix, que mettre un terme à sa campagne.
La campagne se poursuit, mais les médias et les sondages, en surexposant Kerry et Edwards, rendent la tâche de Dean et des deux candidats qui avaient fait l'impasse sur le caucus de l'Iowa, Joseph Lieberman et Wesley Clark, plus difficile. De fait, la primaire du New Hampshire, qui se tient le 27 janvier, accorde à John Kerry une nouvelle victoire (38,39 %), tandis que Dean doit se contenter d'un maigre résultat, avec 26,28 % des voix. Quant à John Edwards (12,05 %), il est très légèrement devancé par Wesley Clark (12,43 %), mais dépasse Joseph Lieberman (8,6 %).
Ainsi, John Kerry prend clairement la tête des primaires, en attendant le Super Tuesday du 3 février, qui met en jeu 7 États. Si Wesley Clark obtient dans l'Oklahoma une courte victoire sur John Edwards, et si ce dernier l'emporte largement en Caroline du Sud face à Kerry, les 5 autres États tombent dans l'escarcelle du Sénateur du Massachusetts. Après de faciles victoires dans le Maine (8 février), le Tennessee et la Virginie le 10 février (des États pourtant présumés favorables à John Edwards) et Washington, D.C. et le Nevada le 14 février, Kerry semble imbattable.
Mais la primaire du Wisconsin, qui était la dernière chance de Howard Dean, est paradoxalement le théâtre d'une remontée spectaculaire de John Edwards. Alors que les sondages lui donnaient à peine 10 % des voix, il talonne Kerry (39,6 % contre 34,3 %), alors que Dean se retrouve loin derrière, en troisième position, avec 18,2 % des suffrages.

### Victoire de John Kerry
Toutefois, les trois scrutins du 24 février ne font que concrétiser l'avance de John Kerry sur son concurrent. Dans les caucus de l'Utah et de l'Idaho, Kerry devance largement Edwards, qui est même relégué à la troisième place aux primaires de Hawaï, derrière un candidat pourtant marginal, Dennis Kucinich, qui obtient près du tiers des voix.
Mais ce sera finalement le Super Tuesday du 2 mars qui aura raison de la candidature de John Edwards. Sur les neuf primaires se tenant ce jour, John Kerry en remporte huit (Californie, Connecticut, Géorgie, Maryland, Massachusetts, New York, Ohio, Rhode Island), ainsi que le caucus du Minnesota. Howard Dean, qui s'est pourtant retiré de la course, l'emporte quant à lui dans le Vermont, l'État dont il fut précédemment gouverneur. John Edwards, qui espérait au moins remporter la Géorgie, décide logiquement de se retirer de la campagne.
John Kerry reste donc le seul candidat sérieux en lice, même si Dennis Kucinich, qui espère pouvoir peser sur la Convention démocrate de juillet, continue sa campagne. Seule la Caroline du Nord, État dont John Edwards est le Sénateur, lui échappe lors de la primaire du 17 avril. La campagne présidentielle commence donc réellement après ce retrait, et après que le président George W. Bush a appelé son futur adversaire pour le féliciter de sa victoire.

## Campagne

### Choix des colistiers
Si, grâce à son exposition médiatique maximale durant les primaires, John Kerry avait commencé à rattraper et devancer George W. Bush dans les intentions de vote, une fois les primaires terminées, sa campagne patine. Les Républicains s'emparent rapidement de thèmes gênants pour Kerry. Il est attaqué sur sa sympathie présumée pour la France : des groupes proches des Républicains l'affublent du sobriquet de Jean F. Chéri, et, plus généralement, suggèrent que le candidat Kerry serait en réalité Made in Europe. L'équipe de campagne de Kerry, mal constituée et peu rodée, peine tant à répondre aux attaques qu'à exploiter les révélations sur les obligations militaires de George W. Bush durant la guerre du Viêt Nam. Le candidat démocrate se retrouve à la traîne dans les sondages au cours des mois d'avril et de mai.
On évoque alors dans le camp démocrate des moyens plus ou moins farfelus pour relancer une campagne mal engagée. Certains estiment que John Kerry devrait finalement laisser sa place de candidat à Howard Dean, jugé plus mobilisateur. La rumeur laisse aussi entendre que lors de la Convention démocrate, Hillary Clinton serait choisie comme colistière par Kerry, et peut-être même qu'elle le remplacerait à la tête du ticket démocrate.
Le mois de juin marque une pause dans la campagne, due à la mort de l'ancien Président Ronald Reagan et à la sortie des mémoires de Bill Clinton qui monopolisent les médias. Mais une fois cet engouement essoufflé, la question du candidat démocrate à la Vice-présidence devient de plus en plus insistante.
Plusieurs choix s'offrent à Kerry, et l'on spécule beaucoup sur l'éventualité qu'il désigne comme colistier l'adversaire de George W. Bush aux primaires républicaines de 2000 et Sénateur modéré de l'Arizona John McCain. Mais celui-ci préfère rester fidèle à son parti, même si sa campagne en faveur de la réélection de Bush sera peu enthousiaste.
L'équipe de campagne de John Kerry cherche donc, parmi les ténors démocrates, ceux présentant plusieurs avantages :
- Issu du sud (ou au moins du Middle West) ;
- Pouvant apporter au moins un État au candidat démocrate ;
- Capable de tenir tête à Dick Cheney lors du débat à l'automne ;
- Ayant une expérience complémentaire à celle de parlementaire de John Kerry (gouverneur ou ex-gouverneur).

Parmi les éventuels colistiers, se dégagent principalement John Edwards, Tom Vilsack et Richard Gephardt.
Le 6 juillet, Kerry choisit comme candidat à la vice-présidence, John Edwards, Sénateur de Caroline du Nord et ancien adversaire des primaires. Edwards, jeune, beau, sudiste, complète habilement Kerry, Sénateur de l'aristocratique Nouvelle-Angleterre dont le caractère compassé ne lui attire pas forcément les faveurs des électeurs. Son choix apparaît alors judicieux d'autant plus qu'Edwards pourrait apporter la Caroline du Nord à Kerry si ses électeurs lui sont fidèles. Dans le camp adverse, on parle de remplacer Dick Cheney par un modéré à la réputation moins sulfureuse.

### Conventions

#### Convention démocrate de Boston
Kerry compte sur la Convention nationale démocrate de Boston en juillet 2004 pour prendre un avantage décisif sur le Président sortant et candidat républicain. Il bénéficiait d'autant plus du soutien de multiples organisations de gauche comme Move-on.org qui faisaient directement campagne contre Bush ainsi que du soutien de personnalités comme Michael Moore lequel diffusait avec succès sur les écrans de cinéma son brûlot anti-Bush, Fahrenheit 9/11.
La convention réserva aux délégués démocrates et aux téléspectateurs quelques moments de passion politique, comme le discours de John Edwards, qui défend « l'Amérique qui travaille », ou celui du jeune candidat au siège de Sénateur de l'Illinois Barack Obama prônant ouverture et tolérance : « Il n'y a pas une Amérique noire, une Amérique blanche, une Amérique latino et une Amérique asiatique… Il y a les États-Unis d'Amérique ». Quant au discours de Kerry, s'il porte le fer sur tous les points forts habituels des Républicains que sont la guerre, l'intégrité, les valeurs familiales, le respect de la Constitution, la religion, il est assez mal jugé par les médias.
Ainsi, à la fin d'une Convention morne et marquée par de nombreux problèmes techniques (comme un lâcher de ballons raté à la fin du discours de John Kerry, dont le discours est alors masqué par la voix d'un technicien : « Des ballons, je veux des ballons. Où sont les ballons ? Des ballons, pas des confettis, j'ai dit. Mais merde qu'est-ce qu'ils foutent les mecs là-haut ? »). Pire, il n'avait engrangé que quelques points d'avance sur George W. Bush, et certains sondages montraient même un recul du candidat démocrate ! On assistait alors à la plus faible progression dans les sondages pour un candidat à la sortie de sa convention.
Le mois d'août fut marqué par une campagne menée par d'anciens vétérans de la guerre du Viêt Nam qui remettaient en doute les exploits militaires de Kerry. Ce dernier tarda à répondre laissant accréditer la véracité des faits qui lui étaient reprochés, alors qu'il avait misé une partie de sa crédibilité sur ses exploits militaires au Viêt Nam. Les sondages, qui plaçaient le ticket démocrate légèrement en tête depuis le début de juillet, se retournèrent en faveur de George W. Bush.

#### Convention républicaine de New-York
À la fin du mois, la convention républicaine eut lieu à New York. Les délégués allaient désigner officiellement Bush comme candidat du parti républicain. Contrairement à la convention démocrate, tous les observateurs louèrent le professionnalisme des organisateurs. Les interventions de Zell Miller, sénateur démocrate de Géorgie favorable à George W. Bush affirmant que « Kerry laisserait Paris décider quand l'Amérique a besoin d'être défendue » et d'Arnold Schwarzenegger, populaire gouverneur de Californie, furent particulièrement suivies et commentées à travers le pays. De même, l'apparition de Michael Moore, correspondant du quotidien USA Today pendant le discours du Sénateur John McCain fut-elle un des temps fort de la Convention. En dépit des manifestations d'hostilité d'opposants dans les rues de New York et d'un contexte international rendu difficile par l'aggravation de la situation en Irak, la convention fut un triomphe pour George W. Bush qui prit en peu de temps de 10 à 18 points d'avance sur John Kerry.
Dans le même temps, les campagnes de dénigrement s'accentuaient. John Kerry était affublé du sobriquet de « flip-flopper » (en référence aux chaussures de plages), c'est-à-dire d'être une girouette politique. Il était présenté comme un patricien de la Côte Est, déconnecté des réalités de l'Amérique profonde. Des spots TV le montraient en train de surfer dans les montagnes de l'Utah ou de faire de la planche à voile au large de Nantucket, symbolisant son arrogance et sa richesse alors que Bush était montré débroussaillant et coupant du bois comme un Américain moyen. Une publicité commerciale symbolisant l'Amérique entourée de loups et assimilant Kerry à un agneau fit des ravages. Dans le même temps, des mouvements de gauche lançaient des publicités comparant George W. Bush à Adolf Hitler, contribuant à durcir la campagne.
Face à cette agressivité républicaine concrétisée par une nette remontée dans les sondages, John Kerry dut refondre toute son équipe de campagne. Il fit appel à des anciens des campagnes de Bill Clinton et devint alors plus pugnace et populiste, se déclarant notamment à titre personnel contre l'avortement mais en tant qu'élu, pour le droit de choisir. Dans un discours prononcé le 20 septembre à l'Université de New York, il s'attaquait enfin de front à la position du Président sur l'Irak et énonçait ses propositions pour sortir du bourbier. Il effectue alors progressivement une remontée dans les sondages lui permettant de talonner Bush.

### Débats présidentiels
Trois débats présidentiels furent planifiés par la Commission sur les débats présidentiels (Commission on Presidential Debates). Fondée sur la probabilité d'éligibilité, la sélection des candidats n'inclura que George W. Bush et John Kerry. Mais de nombreux débats auront lieu entre les candidats des tiers-partis.

#### Premier débat
Le premier des débats présidentiel a eu lieu le 30 septembre à l'université de Miami. Il fut animé par Jim Lehrer, de la chaîne de télévision publique PBS. Les principaux sujets de ce débat ont porté la politique étrangère et la sécurité intérieure des États-Unis.
Selon les 62,5 millions d'Américains ayant vu le débat, c'est le candidat démocrate qui en est sorti gagnant. Selon un sondage d'opinion Gallup sur un échantillon de 615 inscrits sur les listes électorales, 53 % des sondés ont estimé que Kerry avait fait une meilleure prestation que Bush, 37 % donnant l'avantage au président sortant. 46 % des sondés ont déclaré avoir une meilleure opinion sur Kerry qu'avant le débat, contre 21 % pour Bush. Pour TNS Intersearch, 45 % des téléspectateurs donnent Kerry vainqueur, contre 36 % pour Bush.
Peu après le débat, des sites et des blogs Bush's mystery bulge - Salon.com feront état de la possibilité que George W. Bush ait porté pendant le débat une oreillette, dont le fil aurait fait des plis visibles sur son costume. Même si elle sera commentée par les médias les plus prestigieux, dont le New York Times, la rumeur ne fera pas long feu.

#### Débat vice-présidentiel
Un débat entre les candidats à la vice-présidence a eu lieu le 5 octobre à la Case Western Reserve University de Cleveland. Animé par Gwen Ifill de PBS et suivi par 43,6 millions de personnes, il a mis aux prises Dick Cheney et John Edwards sur des sujets aussi divers que la politique étrangère, l'économie ou le mariage gay. Les attaques personnelles agressives ne manquèrent pas, John Edwards insistant sur les liens unissant l'entreprise Halliburton au Vice-Président, et Dick Cheney estimant que son adversaire n'était que trop rarement présent au Sénat.
Selon un sondage réalisé par Rasmussen Reports, 43 % des téléspectateurs estimaient que Cheney avait été le vainqueur du débat contre 37 % estimant que ce titre revenait à Edwards. Et 53 % pensaient que le Sénateur de Caroline du Nord était qualifié pour la vice-présidence, ils étaient 68 % à penser la même chose du sortant. Pour TNS Intersearch, Cheney est vainqueur selon 43 % des sondés, contre 35 % pour Edwards.

#### Deuxième débat
Le 8 octobre, à la Washington University de Saint-Louis, le second débat présidentiel était animé par Charles Gibson de ABC. Les questions, posées par un panel d'électeurs, portèrent tant sur la politique étrangère qu'intérieure.
Selon un sondage CNN / USA Today / Gallup, 47 % des sondés estimèrent que Kerry avait emporté ce débat contre 45 % pour Bush. Pour TNS Intersearch, Kerry menait aussi d'une très courte tête, convainquant 44 % des électeurs, contre 41 % pour Bush.

#### Troisième débat
Le troisième et dernier débat présidentiel s'est tenu le 13 octobre à l'université d'Arizona, sous la direction de Bob Schieffer de CBS. Les principaux sujets de ce débat étaient les questions sociales, la politique économique ainsi que la personnalité des candidats. Au cours de ce débat, John Kerry évoqua l'homosexualité de la fille de Dick Cheney, ce qui fut ensuite exploité comme un coup bas par ses adversaires politiques. Il argumenta ses idées avec de nombreuses statistiques et sous-entendit que George W. Bush était « un idéologue aveugle vivant totalement en dehors de la réalité et toujours content de lui, même si rien ne va ». Kerry défendit les intérêts des classes moyennes, des travailleurs et des minorités ainsi que les principes de discrimination positive et le droit à l'avortement.
De son côté, George W. Bush accusa son adversaire de se situer à l'extrême gauche du paysage politique américain : il serait « le Sénateur libéral du Massachusetts », alors que l'autre Sénateur de l'État, Edward Moore Kennedy, est un des hommes politiques les plus à gauche du pays. Il décrivit Kerry « comme un irresponsable dépensier prêt à gaspiller l'argent des Américains. »
À l'issue de ce débat, un sondage TNS Intersearch indiquait que 42 % des sondés donnaient la victoire à John Kerry, contre 41 % à George W. Bush.
Au bout des trois débats, il s'avéra que si John Kerry semblait avoir davantage convaincu, il n'avait pas réussi à changer la tendance favorable à Bush. Comme en 2000, les électeurs, pensant la supériorité des candidats démocrates (Al Gore puis John Kerry) évidente, furent surpris par la relativement bonne tenue de George W. Bush, ce qui relativisa leur jugement.

### Fin de la campagne
Après les débats, les journaux commencèrent, conformément à la tradition, à annoncer leur soutien aux candidats. Un grand nombre de journaux qui soutenaient George W. Bush en 2000 se prononcèrent cette fois pour le candidat démocrate. John Kerry obtint ainsi le soutien du New York Times, du Washington Post, du Boston Globe, du Philadelphia Inquirer, de l’Atlanta Journal-Constitution ou du Des Moines Register. Le Président sortant obtint quant à lui la confiance du Chicago Tribune, du New York Post, de l’Arizona Republic, du Dallas Morning News ou du Washington Times.
Les sondages toujours aussi serrés poussent les candidats à intensifier leur campagne dans les États indécis que sont la Floride, la Pennsylvanie, l'Ohio, le Wisconsin ou l'Iowa. Les derniers jours de la campagne voient se dérouler une série d'événements inattendus. George W. Bush affirme ainsi qu'il est personnellement en faveur de la mise en place d'union civiles pour les couples homosexuels, ce que le programme du parti Républicain refuse catégoriquement. La perte, par l'armée américaine, de 380 tonnes d'explosifs en Irak permet au candidat démocrate de souligner l'incompétence de l'administration. Oussama ben Laden s'invite aussi dans la campagne électorale : dans la nuit du 29 au 30 octobre, trois jours avant le scrutin par un message vidéo dans lequel il se moque du Président américain et affirme que leur sécurité «n'est entre les mains ni de Kerry ni de Bush mais entre leurs mains». L'impact de cette vidéo est alors très discuté, certain estimant qu'elle favorise Bush en entretenant la peur du terrorisme, d'autres affirmant qu'elle aide Kerry en montrant que la guerre en Irak ne permet pas de capturer le leader d'Al-Qaïda.
Le 2 novembre, jour du vote, les files d'attente devant les bureaux de vote n'avaient jamais été aussi longues depuis les années 1960, ce qui augurait, selon les commentateurs, un bon résultat pour Kerry. Les sondages sortis des urnes allaient dans le même sens, accordant au ticket démocrate la victoire dans les États-clés de Floride, Ohio ou Pennsylvanie. Mais au cours de la soirée la tendance inverse se dessina et la réélection de Bush fut confirmée le lendemain en dépit d'une tentative de John Edwards de faire de l'Ohio la Floride de l'année 2004.

## Résultats
| Candidat | Candidat                            | Parti                             | Vote populaire | Vote populaire | Grands électeurs |
| Candidat | Candidat                            | Parti                             | Voix           | %              | Grands électeurs |
| -------- | ----------------------------------- | --------------------------------- | -------------- | -------------- | ---------------- |
|          | George W. Bush / Dick Cheney        | Parti républicain                 | 62 041 268     | 50,73          | 286              |
|          | John Kerry / John Edwards           | Parti démocrate                   | 59 028 548     | 48,27          | 252              |
|          | Ralph Nader / Peter Camejo          | Indépendant                       | 465 650        | 0,38           | 0                |
|          | Michael Badnarik / Richard Campagna | Parti libertarien                 | 397 265        | 0,32           | 0                |
|          | Michael Peroutka / Chuck Baldwin    | Parti de la Constitution          | 143 630        | 0,12           | 0                |
|          | David Cobb / Pat LaMarche           | Parti vert des États-Unis         | 119 859        | 0,10           | 0                |
|          | Leonard Peltier / Janice Jordan     | Parti paix et liberté             | 27 607         | 0,02           | 0                |
|          | Walt Brown / Mary Alice Herbert     | Parti socialiste                  | 10 837         | 0,01           | 0                |
|          | Róger Calero / Arrin Hawkins        | Parti socialiste des travailleurs | 10 800         | 0,01           | 0                |
| Total    | Total                               | Total                             | 122 207 928    | 100,00         | 538              |

Abstention : 43,30 %

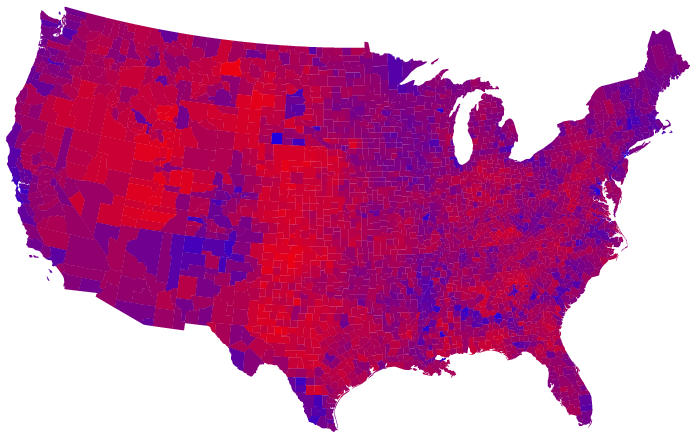
Résultat de la présidentielle 2004 par comté.

Le clivage entre les « États rouges » républicains et les « États bleus » démocrates est aussi tranché qu'en 2000 entre George W. Bush et Al Gore. Il correspond à une géographie électorale désormais récurrente depuis la grande mutation des années soixante, quand les démocrates perdirent leur bastion conservateur du Sud profond.
Par rapport à l'année 2000, Bush a perdu de justesse le New Hampshire mais a gagné (également de justesse) l'Iowa et le Nouveau-Mexique Il a confirmé sa position dominante en Floride (52,10 % des voix en 2004 contre 48,85 % en 2000] et a progressé en voix dans tous les États sauf le Vermont, où il passe de 40,70 % des voix à 38,80 % en 2004.
Les villes du nord-est et du nord comme Boston, New York et Chicago, ou de la côte ouest (San Francisco, Los Angeles, Seattle), qui sont situées dans les États ayant les plus fortes concentrations de population, s'ancrent dans le camp démocrate. Les 32 villes de plus de 500 000 habitants que comptent les États-Unis ont presque toutes voté démocrate alors que la majorité d’entre elles se trouvent dans des États républicains (Atlanta en Géorgie, Miami en Floride, Las Vegas au Nevada, La Nouvelle-Orléans en Louisiane, etc.). L'exception confirmant la règle, les électeurs de San Diego en Californie choisissent George W. Bush dans un État « pro-Kerry ». Selon CNN, 60 % des habitants des grandes villes ont voté pour John Kerry, contre 39 % pour George W. Bush alors que 52 % des banlieusards optaient pour ce dernier.
C'est au niveau des comtés que l'avantage bascule nettement et largement vers les républicains. Les trois quarts des comtés américains ont voté pour Bush et seuls ceux des États de la Nouvelle-Angleterre, des grandes villes, des réserves indiennes, des zones de peuplement traditionnellement noires (Sud-Est) ou Hispaniques (Sud-Ouest) et d'Hawaï ont voté majoritairement pour John Kerry. Ainsi, 54 des 67 comtés de Pennsylvanie ont voté pour George W. Bush mais l'État a été remporté de justesse par Kerry grâce à ses scores dans les deux grandes villes de Pittsburgh et Philadelphie. Les démocrates auraient aussi pu perdre les États de l’Illinois, du Michigan, de Washington et du Wisconsin s’ils n'avaient pas bénéficié de leur énorme majorité à Chicago, Détroit, Seattle ou Milwaukee.
Cette opposition géopolitique s'explique notamment par le profil sociologique des habitants de la plupart des grandes villes qui correspond davantage à celui de l'électeur démocrate traditionnel (prépondérance des célibataires et en particulier des femmes célibataires, des locataires et des minorités ethniques) alors que la sociologie des banlieues (le borough de Staten Island à New York ou le comté d'Orange près de Los Angeles par exemple) et des villes rurales (Charleston en Caroline du Sud) correspond à celui de l'électeur républicain (hommes blancs, couples mariés avec enfants). Ainsi 58 % des hommes blancs américains, 44 % des asiatiques et des latinos auraient voté pour Bush contre seulement 11 % des afro-américains. Par ailleurs, 57 % des personnes mariés auraient voté pour le président sortant.
C'est ainsi un clivage entre deux mondes aux valeurs bien différentes qui semble ainsi s'affirmer : l'un, démocrate, est le citadin blanc de profession intellectuelle ou le membre d'une minorité raciale mais pauvre et très surreprésenté dans ces villes centres des grandes agglomérations, tandis que l'autre, républicain, est un homme ou une femme marié, avec enfants, de type européen, habitant la banlieue ou une petite ville rurale. Les asiatiques et les Hispaniques évoluent également lentement d'une catégorie à une autre et se portent de moins en moins sur les démocrates.
Une évolution résume tout le hiatus entre les illusions des observateurs européens et le pays réel en question. C'est un Sud centré sur Nashville qui a le plus accru son vote républicain en 2004, par rapport à 2000. C'est-à-dire la région de prédilection du folklore blanc américain, dénommée « country music ». Tandis que des vedettes internationales, donc celles connues par les étrangers, tenaient les planches en appelant à voter contre Bush, l'Amérique profonde y voyait une immixtion dans son vote et abondait dans le sens contraire. Seconde illusion des commentateurs étrangers : la Floride. Dans cet État, le vote juif avait été très favorable aux démocrates en 2000. Or, l'administration sortante a défendu Israël en toutes circonstances. Le vote juif, important numériquement[Combien ?] en Floride, ne pouvait que quitter les démocrates. Additionné à un énorme surcroît de vote rural par rapport à 2000 jouant pour les républicains, les démocrates perdaient toute chance dans cet État. Seules les affaires de dépouillement de 2000 ont fait croire le contraire aux observateurs étrangers.

### Évolution du collège électoral depuis 2000
Tous les 10 ans, la population des États-Unis est dénombrée, entre autres afin d'harmoniser la population des États et le nombre de Représentants qui leur est accordé en conséquence. À la suite du recensement de 2000, le nombre de représentants par État a été modifié pour refléter cette évolution démographique. Le nombre de grands électeurs d'un État étant égal à la somme du nombre de Sénateurs (2 par État) et de Représentants, le collège électoral a été modifié entre 2000 et 2004 comme suit.
Les États en rouge sont ceux qui ont voté pour George W. Bush en 2000, ceux en bleu avaient choisi pour Al Gore. Tous ces États utilisent le mode de scrutin winner-take-all: le candidat majoritaire rafle la totalité des grands électeurs, quelle que soit son avance en voix sur son concurrent. Si chaque État votait pour le même parti qu'en 2000, le Parti républicain recevrait 278 voix (pour 271 en 2000) et le Parti démocrate recevrait 260 voix (pour 267 en 2000).
| Augmentation du nombre de grands électeurs | Diminution du nombre de grands électeurs |
| --- | --- |
| - Arizona (8 à 10 - +2) - Floride (25 à 27 - +2) - Géorgie (13 à 15 - +2) - Texas (32 à 34 - +2) - Californie (54 à 55 - +1) - Colorado (8 à 9 - +1) - Caroline du Nord (14 à 15 - +1) - Nevada (4 à 5 - +1) | - New York (33 à 31 - -2) - Pennsylvanie (23 à 21 - -2) - Connecticut (8 à 7 - -1) - Mississippi (7 à 6 - -1) - Ohio (21 à 20 - -1) - Oklahoma (8 à 7 - -1) - Wisconsin (11 à 10 - -1) - Illinois (22 à 21 - -1) - Indiana (12 à 11 - -1) - Michigan (18 à 17 - -1) |

### Contestation avortée des résultats au Congrès
À la veille de la réunion du Congrès pour dépouiller et certifier les suffrages du collège électoral, la représentante Stephanie Tubbs Jones et la sénatrice Barbara Boxer — toutes deux élues du Parti démocrate — indiquent qu'elles déposeront un écrit contestant la validité des bulletins des 20 grands électeurs de l'Ohio, cherchant ainsi à dénoncer des irrégularités commises le jour de l'élection. Le 7 janvier, conformément aux dispositions du Electoral Count Act (en), les deux chambres se réunissent séparément afin de débattre puis de voter sur cette objection. Le Sénat repousse la contestation par 74 voix contre une, tandis que la Chambre des représentants s'y oppose par 267 voix contre 31 ; Barbara Boxer est alors la seule membre de la chambre haute à soutenir sa propre contestation.

### Échec de la réforme électorale
La large réélection de George W. Bush a presque donné le sentiment que l’imbroglio juridique de 2000 était désormais bien loin. Tel n’est pourtant pas le cas… L’incroyable scénario de 2000 pourrait tout à fait se répéter si les problèmes observés, une fois encore, en 2004 ne sont pas réglés ; dès lors, 2008 pourrait être le théâtre d’une nouvelle guérilla juridique. Il s’en est, cette fois-ci, fallu de peu : si l’Ohio s’était joué sur 30 000 voix au lieu des 118 443 suffrages certifiés par le gouverneur de l’État, les bulletins provisoires auraient été l’objet d’arguties juridiques sans fin car ils auraient été susceptibles de changer l’issue des élections. Mais en fin de compte, le résultat de l’élection présidentielle de 2004 est moins équivoque que celui de 2000 puisque le président, qui a obtenu la majorité des grands électeurs, dispose également de la majorité des suffrages populaires. Le Congrès a d’ailleurs avalisé l’élection dans des conditions particulières, à la suite du recours formé par un représentant – Stéphanie Tubbs Jones, démocrate de l’Ohio – secondée par un sénateur – Barbara Boxer, démocrate de Californie. Cette motion a eu pour effet de mettre un terme à la session conjointe, forçant les assemblées à se réunir séparément pour statuer sur la validité de l’élection. En deux heures, et pour la première fois depuis 1877, les représentants d’un côté et les sénateurs de l’autre, ont avalisé l’élection de George W. Bush à la présidence. Pour autant, à la suite des multiples recours intentés devant les Cours de districts, la Cour du 6e circuit, celle du 3e circuit, la Cour suprême de l’Ohio et deux tentatives avortées auprès de la Cour suprême fédérale, certaines questions demeurent non tranchées, notamment en ce qui concerne le recomptage des bulletins provisoires (provisional ballots). À ce titre, le Government Accountability Office (GAO) a commencé à enquêter sur le fonctionnement des nouvelles technologies utilisées durant l’élection et l’Election Assistance Commission mène ses propres auditions afin d’évaluer le système électoral, l’état des listes électorales et la prise en compte des bulletins provisoires. Dans le même temps, l’une des commissions permanentes (House Administration Committee) de la Chambre des Représentants a amorcé un processus d’audit du Help America Vote Act tandis que plusieurs législateurs ont déjà avancé des propositions de réforme.
Mise en œuvre de la loi sur la réforme électorale (HAVA)
Le système électoral américain souffre de son atomisation et de son hétérogénéité. Car ce qu’a révélé le drame politico-judiciaire de 2000 n’est en soi pas chose nouvelle : c’est en effet un scénario qui se répète régulièrement lors de chaque cycle d’élections. Les élections de mi-mandat, en 2002, avaient d’ailleurs confirmé l’urgence de réformer le système. Le Congrès a donc adopté le Help America Vote Act (HAVA), qu’il a assorti de moyens financiers pour soutenir les réformes électorales dans les États fédérés. Tout d’abord, la loi prévoit la mise en place d’un bulletin de vote provisoire, qui permet aux personnes non inscrites sur les listes mais clamant avoir fait les démarches nécessaires pour s’inscrire de voter : leur vote est pris en compte si leur inscription est par la suite validée. Ensuite, la loi impose aux États d’établir des listes électorales centralisées de façon à éviter les votes multiples, les radiations arbitraires, les refus injustifiés et les votes illégaux. Enfin, plusieurs milliards de dollars ont été alloués pour aider au remplacement des vieilles machines de vote et à la formation des scrutateurs. L’absence de normes nationales et avec elle, l’absence de véritable contrôle à travers le territoire conduit à des errements surprenants. À tel point que le révérend Jesse Jackson préconise même « un amendement à la Constitution pour protéger le droit de vote au niveau fédéral ». La réforme, préconisée par de nombreux juristes américains, doit permettre la nationalisation et la dépolitisation du système électoral et c’est au législateur fédéral qu’incombera la tâche d’amorcer cette révolution.